# Badajoz (prowincja)
Badajoz – prowincja w Hiszpanii, w Estremadurze, mająca stolicę w mieście o tej samej nazwie. Liczba mieszkańców wynosi 671 299 (INE, 2005), a powierzchnia – 21 766 km². Graniczy z prowincjami: Cáceres, Toledo, Ciudad Real, Kordowa, Sewilla i Huelva oraz z Portugalią.

## Comarki
W skład prowincji Badajoz wchodzą następujące comarki:
- Alburquerque
- Badajoz
- Campiña Sur
- Las Vegas Altas
- Jerez de los Caballeros
- La Serena
- La Siberia
- Comarca de Mérida
- Llanos de Olivenza
- Tentudía
- Tierra de Barros